# Zetman (manga)
Pour les articles homonymes, voir Zetman.
 (mars 2015).
Si vous disposez d'ouvrages ou d'articles de référence ou si vous connaissez des sites web de qualité traitant du thème abordé ici, merci de compléter l'article en donnant les références utiles à sa vérifiabilité et en les liant à la section « Notes et références ».
Zetman est un manga de Masakazu Katsura.

Publié en français aux éditions Tonkam. Un volume.
Ce recueil d'histoires courtes contient les histoires suivantes :

## Zetman
Jïn Kouruno, programmeur de jeux vidéo, met au point un jeu d'aventure évolutif dont le héros est Zetman. En combattant le crime, il acquiert des pouvoirs de plus en plus importants. Mais un soir d'orage la foudre s'abat sur sa maison... et Aïss, personnage guidant Zetman, sort du jeu. Elle propose à Jïn de devenir réellement Zetman, et de combattre le crime.

## Shin-no-shin
Un scientifique met au point une machine à voyager dans le temps pour revenir 59 ans en arrière et se débarrasser de celui qui va lui voler sa petite amie. Mais la police temporelle veille et envoie un agent intercepter cet élément perturbateur.

## Woman in the Man
Azumi et Gôriki sont disciples en arts martiaux. Mais Azumi est un vrai garçon manqué tandis que Gôriki est une vraie femmelette. Un incident va échanger leurs corps.

## Shadow Lady (pilote du mangaShadow Lady)
Aïmi est une jeune fille très timide, peu adroite à la gymnastique. Un soir de déprime, sa grand-mère vient la voir et lui offre un peu de poudre magique, qui lui permet de se métamorphoser et de changer totalement de personnalité... mais seulement pour un peu de temps.